# مدرسه نرجس بابلسر
مدرسه نرجس بابلسر مربوط به دوره پهلوی اول است و در بابلسر، مرکز شهر واقع شده و این اثر در تاریخ ۷ مرداد ۱۳۸۲ با شمارهٔ ثبت ۹۳۶۹ به‌عنوان یکی از آثار ملی ایران به ثبت رسیده است.